# 旧岸本家織部灯籠

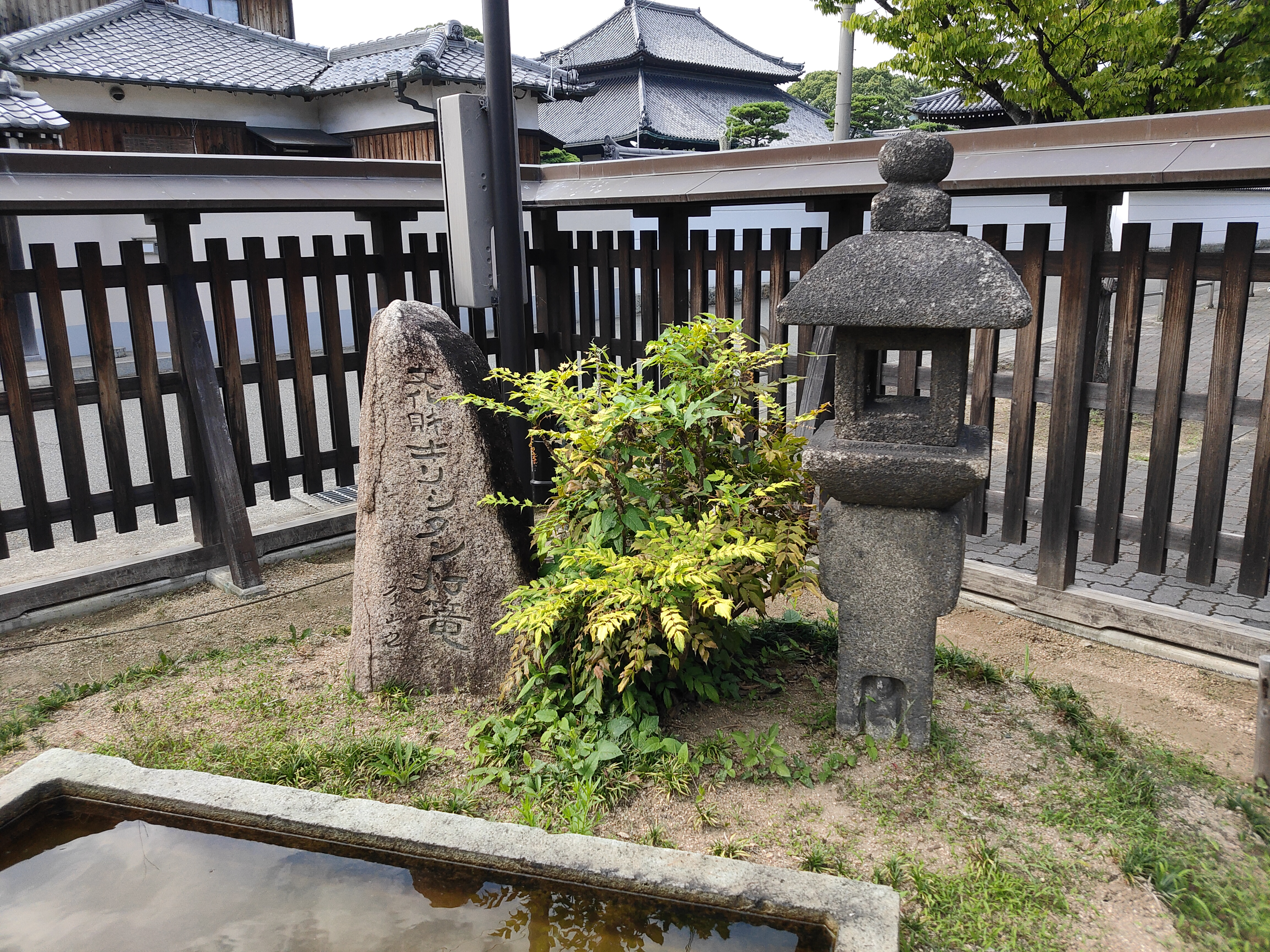
旧岸本家織部灯籠

旧岸本家織部灯籠（きゅうきしもとけおりべとうろう）は、兵庫県高砂市指定文化財（1967年に指定）。同市高砂町北本町の岸本家の茶庭にあった、姫路藩主池田輝政ゆかりの品と伝わる江戸時代の織部灯籠で、キリシタン灯籠とも呼ばれる。1994年に高砂市に寄贈され、以降は高砂市高砂町横町（申義堂復元建物横）に移転されている。
その特徴は、第一に、基礎の土台がなく、直接土中に埋められている。第二に竿の下部に異形の人物像が浮き彫りされている。第三は、竿の上部が丸く膨らんでいる。下部に足が「八」の字様の人物像が彫ってある。
キリシタン灯籠とも呼ばれるものの、他の「キリシタン灯籠」にみられる特殊な文様などはない。

## 交通
山陽電気鉄道本線高砂駅より
- 南へ徒歩7分
- じょうとんバス 13系統「南本町」バス停下車後西へ徒歩5分